# Gamasellus alpinus
Gamasellus alpinus är en spindeldjursart som beskrevs av Schweizer 1949. Gamasellus alpinus ingår i släktet Gamasellus och familjen Ologamasidae. Inga underarter finns listade i Catalogue of Life.